# U-160 (tàu ngầm Đức) (1941)
U-160 là một tàu ngầm tấn công  Lớp Type IX thuộc phân lớp Type IXC được Hải quân Đức Quốc Xã chế tạo trong Chiến tranh Thế giới thứ hai. Nhập biên chế năm 1941, nó đã thực hiện được năm chuyến tuần tra, đánh chìm được 25 tàu buôn với tổng tải trọng 155.352 GRT cùng một tàu chiến phụ trợ tải trọng 730 GRT, đồng thời gây hư hại cho năm tàu buôn với tổng tải trọng 34.419 GRT. Trong chuyến tuần tra cuối cùng, U-160 bị các máy bay TBM Avenger và F4F Wildcat xuất phát từ tàu sân bay hộ tống USS Santee của Hải quân Hoa Kỳ đánh chìm trong Đại Tây Dương về phía Nam quần đảo Azores vào ngày 14 tháng 7, 1943.

## Thiết kế và chế tạo

### Thiết kế
Thiết kế của tàu ngầm Type IXC có kích thước hơi nhỉnh hơn so với phân lớp Type IXB dẫn trước. Chúng có trọng lượng choán nước 1.120 t (1.100 tấn Anh) khi nổi và 1.232 t (1.213 tấn Anh) khi lặn. Con tàu có chiều dài chung 76,76 m (251 ft 10 in), lớp vỏ trong chịu áp lực dài 58,75 m (192 ft 9 in), mạn tàu rộng 6,76 m (22 ft 2 in), chiều cao 9,60 m (31 ft 6 in) và mớn nước 4,70 m (15 ft 5 in).
Chúng trang bị hai động cơ diesel MAN M 9 V 40/46 siêu tăng áp 9-xy lanh 4 thì, tổng công suất 4.400 PS (3.200 kW; 4.300 bhp), dẫn động hai trục chân vịt đường kính 1,92 m (6,3 ft), cho phép đạt tốc độ tối đa 18,3 kn (33,9 km/h), và tầm hoạt động tối đa 13.450 nmi (24.910 km) khi đi tốc độ đường trường 10 kn (19 km/h). Khi đi ngầm dưới nước, chúng sử dụng hai động cơ/máy phát điện Siemens-Schuckert 2 GU 345/34 tổng công suất 1.000 PS (740 kW; 990 shp). Tốc độ tối đa khi lặn là 7,3 kn (13,5 km/h), và tầm hoạt động 63 nmi (117 km) ở tốc độ 4 kn (7,4 km/h). Con tàu có khả năng lặn sâu đến 230 m (750 ft).
Vũ khí trang bị có sáu ống phóng ngư lôi 53,3 cm (21 in), bao gồm bốn ống trước mũi và hai ống phía đuôi, và mang theo tổng cộng 22 quả ngư lôi 53,3 cm (21 in). Tàu ngầm Type IX trang bị một hải pháo 10,5 cm (4,1 in) SK C/32 với 110 quả đạn, một pháo phòng không 3,7 cm (1,5 in) SK C/30 và hai pháo phòng không 2 cm (0,79 in) C/30. Thủy thủ đoàn bao gồm 4 sĩ quan và 44 thủy thủ.

### Chế tạo
U-160 được đặt hàng vào ngày 23 tháng 12, 1939, và được đặt lườn tại xưởng tàu AG Weser của hãng DeSchiMAG ở Bremen vào ngày 21 tháng 11, 1940. Nó được hạ thủy vào ngày 12 tháng 7, 1941, và nhập biên chế cùng Hải quân Đức Quốc Xã vào ngày 16 tháng 10, 1941 dưới quyền chỉ huy của Hạm trưởng, Đại úy Hải quân Georg Lassen.

## Lịch sử hoạt động
Đang khi tiến hành việc chạy thử máy và huấn luyện trong thành phần Chi hạm đội U-boat 4, U-160 gặp phải tai nạn hỏa hoạn tại Danzig (nay là Gdańsk thuộc Ba Lan) vào ngày 14 tháng 12, 1941, khiến bảy người thiệt mạng và một người bị thương. Con tàu được điều sang Chi hạm đội U-boat 10 từ ngày 1 tháng 3, 1942 để hoạt động trên tuyến đầu cho đến khi bị mất.

### 1942

#### Chuyến tuần tra thứ nhất
Sau khi di chuyển từ cảng Wilhelmshaven, Đức đến Helgoland (còn gọi là Heligoland) vàđ cuối tháng 2, 1942, U-160 xuất phát từ đây vào ngày 1 tháng 3 cho chuyến tuần tra đầu tiên trong chiến tranh. Nó tiến ra Bắc Hải, rồi băng qua khe GI-UK giữa các quần đảo Shetland và Faroe để vòng qua quần đảo Anh. Con tàu tiếp tục băng qua suốt Đại Tây Dương để hoạt động dọc theo vùng bờ Đông Hoa Kỳ, trong khuôn khổ Chiến dịch Paukenschlag (tiếng Anh: Chiến dịch Drumbeat).
Tại đây U-160 đã lần lượt đánh chìm chiếc tàu buôn Panama Equipoise 6.210 GRT ở vị trí 60 nmi (110 km) về phía Đông Nam mũi Henry, Virginia vào ngày 27 tháng 3; tàu chở hành khách Hoa Kỳ City of New York 8.272 GRT hai ngày sau đó ở vị trí 50 nmi (93 km) về phía Đông mũi Hatteras, North Carolina; và tàu buôn Anh Rio Blanco 4.086 GRT ở vị trí 60 nmi (110 km) về phía Đông mũi Hatteras vào ngày 1 tháng 4. Tàu chở dầu Hoa Kỳ Bidwell 6.837 GRT bị hư hại sau khi trúng ngư lôi của U-160 ở vị trí 30 nmi (56 km) về phía Đông mũi Lookout vào ngày 6 tháng 4; và chỉ ba ngày sau đó tàu buôn Hoa Kỳ Malchace 3.516 GRT bị đánh chìm ở vị trí 25 nmi (46 km) ngoài khơi mũi Lookout. Cuối cùng vào ngày 11 tháng 4, chiếc tàu chở hành khách Anh Ulysses 14.647 GRT bị đánh chìm ở vị trí 45 nmi (83 km) về phía Nam mũi Hatteras.
Chiếc U-boat kết thúc chuyến tuần tra tại cảng Lorient bên bờ Đại Tây Dương của Pháp đã bị Đức chiếm đóng vào ngày 28 tháng 4.

### 1942

#### Chuyến tuần tra thứ năm – Bị mất
U-160 khởi hành từ cảng Bordeaux vào ngày 29 tháng 6 cho chuyến tuần tra thứ năm, cũng là chuyến cuối cùng, để hoạt động trong Đại Tây Dương ở lối ra vào phía Tây của eo biển Gibraltar. Ở vị trí về phía Nam quần đảo Azores vào ngày 14 tháng 7, nó bị một máy bay ném bom-ngư lôi TBM Avenger và một máy bay tiêm kích F4F Wildcat thuộc Liên đội VC-29 xuất phát từ tàu sân bay hộ tống USS Santee của Hải quân Hoa Kỳ tấn công. Chiếc TBM Avenger đã thả một quả ngư lôi dò âm FIDO Mark 24 trúng đích, đánh chìm chiếc tàu ngầm tại tọa độ 33°54′B 27°13′T / 33,9°B 27,217°T. Toàn bộ 57 thành viên thủy thủ đoàn của U-160 đều đã tử trận.

### Tóm tắt chiến công
U-160 đã đánh chìm được 25 tàu buôn với tổng tải trọng 155.352 GRT cùng một tàu chiến phụ trợ tải trọng 730 GRT, đồng thời gây hư hại cho năm tàu buôn với tổng tải trọng 34.419 GRT:
| Ngày              | Tên tàu            | Quốc tịch              | Tải trọng | Số phận      |
| ----------------- | ------------------ | ---------------------- | --------- | ------------ |
| 27 tháng 3, 1942  | Equipoise          | Panama                 | 6.210     | Bị đánh chìm |
| 29 tháng 3, 1942  | City of New York   | United States          | 8.272     | Bị đánh chìm |
| 1 tháng 4, 1942   | Rio Blanco         | United Kingdom         | 4.086     | Bị đánh chìm |
| 6 tháng 4, 1942   | Bidwell            | United States          | 6.837     | Bị hư hại    |
| 9 tháng 4, 1942   | Malchace           | United States          | 3.516     | Bị đánh chìm |
| 11 tháng 4, 1942  | Ulysses            | United Kingdom         | 14.647    | Bị đánh chìm |
| 16 tháng 7, 1942  | Beaconlight        | Panama                 | 6.926     | Bị đánh chìm |
| 18 tháng 7, 1942  | Carmona            | Panama                 | 5.496     | Bị đánh chìm |
| 21 tháng 7, 1942  | Donovonia          | United Kingdom         | 8.149     | Bị đánh chìm |
| 25 tháng 7, 1942  | Telamon            | Netherlands            | 2.078     | Bị đánh chìm |
| 29 tháng 7, 1942  | Prescodoc          | Canada                 | 1.938     | Bị đánh chìm |
| 2 tháng 8, 1942   | Treminnard         | United Kingdom         | 4.694     | Bị đánh chìm |
| 4 tháng 8, 1942   | Havsten            | Norway                 | 6.161     | Bị hư hại    |
| 16 tháng 10, 1942 | HMS Castle Harbour | Hải quân Hoàng gia Anh | 730       | Bị đánh chìm |
| 16 tháng 10, 1942 | Winona             | United States          | 6.197     | Bị hư hại    |
| 3 tháng 11, 1942  | Chr. J. Kampmann   | Canada                 | 2.260     | Bị đánh chìm |
| 3 tháng 11, 1942  | Gypsum Express     | United Kingdom         | 4.034     | Bị đánh chìm |
| 3 tháng 11, 1942  | Leda               | Panama                 | 8.546     | Bị đánh chìm |
| 3 tháng 11, 1942  | Thorshavet         | Norway                 | 11.015    | Bị đánh chìm |
| 6 tháng 11, 1942  | Arica              | United Kingdom         | 5.431     | Bị đánh chìm |
| 11 tháng 11, 1942 | City of Ripon      | United Kingdom         | 6.368     | Bị đánh chìm |
| 21 tháng 11, 1942 | Bintang            | Netherlands            | 6.481     | Bị đánh chìm |
| 8 tháng 2, 1943   | Roger B. Taney     | United States          | 7.191     | Bị đánh chìm |
| 3 tháng 3, 1943   | Harvey W. Scott    | United States          | 7.176     | Bị đánh chìm |
| 3 tháng 3, 1943   | Nipura             | United Kingdom         | 5.961     | Bị đánh chìm |
| 3 tháng 3, 1943   | Tibia              | Netherlands            | 10.356    | Bị hư hại    |
| 3 tháng 3, 1943   | Empire Mahseer     | United Kingdom         | 5.087     | Bị đánh chìm |
| 4 tháng 3, 1943   | Marietta E         | United Kingdom         | 7.628     | Bị đánh chìm |
| 4 tháng 3, 1943   | Sheaf Crown        | United Kingdom         | 4.868     | Bị hư hại    |
| 8 tháng 3, 1943   | James B. Stephens  | United States          | 7.176     | Bị đánh chìm |
| 11 tháng 3, 1943  | Aelbryn            | United Kingdom         | 4.986     | Bị đánh chìm |